# Le Pas-Saint-l'Homer

Le Pas-Saint-l'Homer este o comună în departamentul Orne, Franța. În 1 ianuarie 2022 avea o populație de 128 de locuitori.